# 이수찬
이수찬은 롯데 자이언트에서 원년멤버로 뛰었던 전 야구 선수다.

## 출신 학교
- 선린인터넷고등학교

## 같이 보기
- 1976년 롯데 자이언트 시즌